# Hypolimnas thomensis
Hypolimnas thomensis är en fjärilsart som beskrevs av Aurivillius 1910. Hypolimnas thomensis ingår i släktet Hypolimnas och familjen praktfjärilar. Inga underarter finns listade i Catalogue of Life.